# William Drummond Ansell

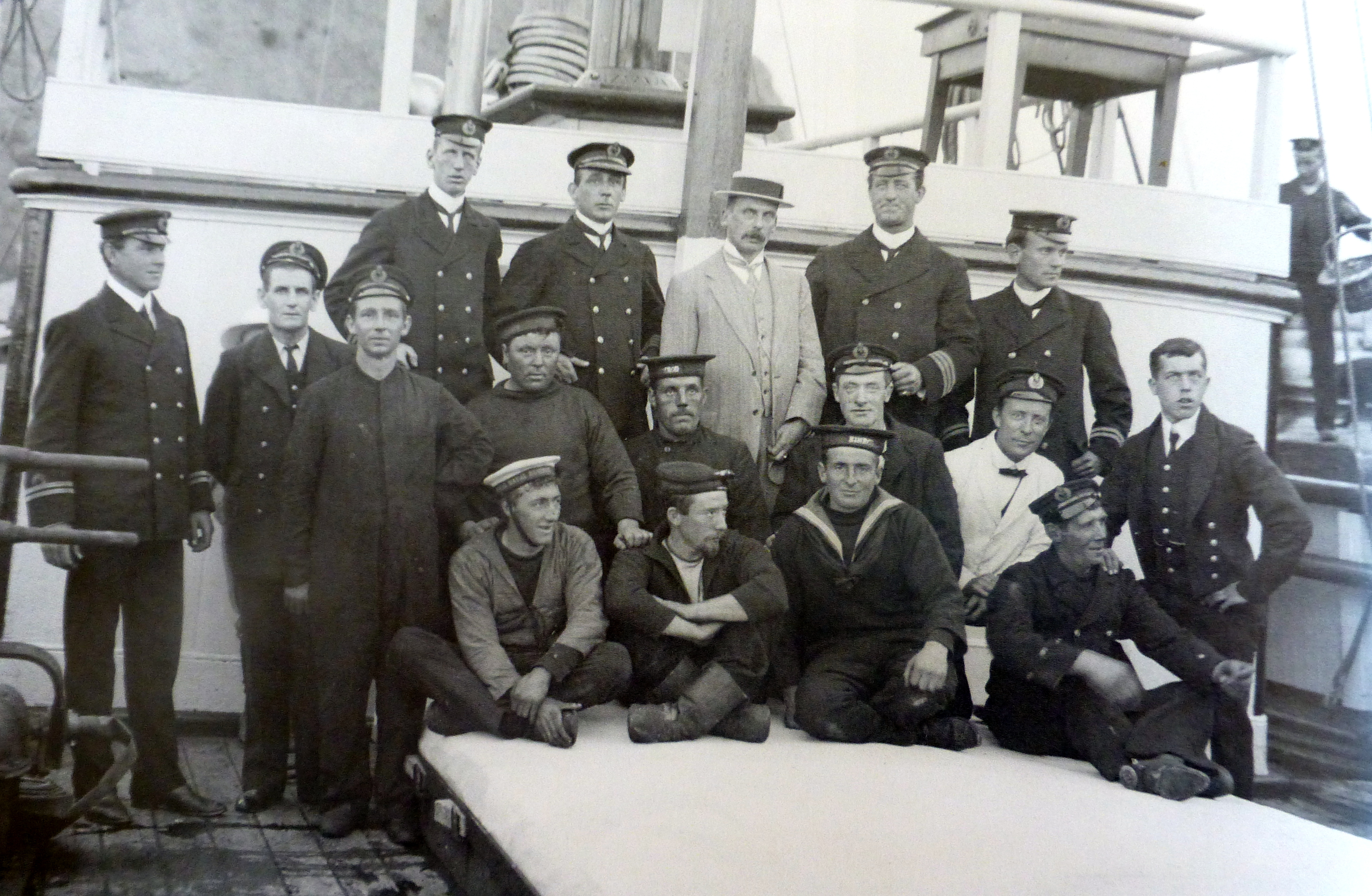
William Drummond Ansell (ganz rechts) an Bord der Nimrod im Jahr 1907

William Drummond Ansell (* 14. November 1886 in Wimbledon, Surrey, England; † 30. Juni 1947 in Nelson, Neuseeland) war ein britisch-neuseeländischer Schiffssteward und Expeditionsteilnehmer in die Antarktis.

## Leben
Ansell war der Sohn des Druckers Walter Ansell und dessen Frau Margaret (geborene Drummond). Er wuchs in Kingston upon Thames und in Guildford auf. Im Alter von 14 Jahren verließ er die Schule und arbeitete zunächst als Angestellter einer Immobilienfirma in Guildford. Bald darauf schloss er sich der britischen Handelsmarine als Steward an.
Am 26. Juli 1907 musterte Ansell in Poplar auf der Nimrod zur Teilnahme an der Nimrod-Expedition (1907–1909) des britischen Polarforschers Ernest Shackleton in die Antarktis an. Ansell war an allen Fahrten des Schiffs beteiligt, darunter die Anreise zum Kap Royds auf der Ross-Insel und die abschließende Suchfahrt unter John King Davis nach in den Karten der Admiralität als zweifelhaft vermerkten subantarktischer Inseln und Inselgruppen, die sich dabei allesamt als Phantominseln herausstellten.
Zurück in England wanderte er schon bald nach Neuseeland aus und ließ sich zunächst in Christchurch nieder. Dort heiratete er am 11. Dezember 1912 Ruth Robinson (1891/92–1973), die er schon 1907 in Lyttelton vor der Abfahrt der Nimrod in die Antarktis kennengelernt hatte und mit der er die Töchter Joan (1912–1987) und Molly Margaret (1914–1947) bekam. Später arbeitete er als Telegrafist in Wellington und als Straßenbahnfahrer in Nelson, wo er 1947 im Alter von 60 Jahren starb. Er ist gemeinsam mit seiner Frau auf dem dortigen Wakapuaka Cemetery beerdigt.